# Psychotria ampullacea
Psychotria ampullacea là một loài thực vật có hoa trong họ Thiến thảo. Loài này được A.C.Sm. miêu tả khoa học đầu tiên năm 1953.